# Huldsessen
Huldsessen ist ein Gemeindeteil und eine Gemarkung der Gemeinde Unterdietfurt im niederbayerischen Landkreis Rottal-Inn.

## Lage
Das Kirchdorf Huldsessen liegt im Rottal unmittelbar nördlich der Rott, der Rottalbahn und der B 388 etwa auf halber Strecke zwischen Eggenfelden und Massing.

## Geschichte
Huldsessen bildete eine Obmannschaft im Landgericht Eggenfelden, aus welcher 1808 der Steuerdistrikt und 1818 mit dem zweiten Gemeindeedikt die Gemeinde Huldsessen gebildet wurde. Die Gemeinde hatte bei der Volkszählung 1961 eine Fläche von 1737,13 Hektar, 1193 Einwohner und die 21 Gemeindeteile Huldessen, Amersöd, Bergham, Ed, Handloh, Handwerk, Heißprechting, Hintersarling, Kochreit, Kreuzöd, Mainbach, Oberhamberg, Oberremmelsberg, Plöcking, Prüll, Ranzing, Unterhamberg, Unterremmelsberg, Volksdorf, Vordersarling und Winichen. Sie kam mit der Gebietsreform in Bayern am 1. Januar 1972 zur Gemeinde Unterdietfurt. Das Gebiet wurde aber am 1. Mai 1978 wieder abgetrennt und auf die Gemeinden Eggenfelden und Falkenberg aufgeteilt. Im Jahr 1983 wurde die Abtrennung Huldsessens durch den Bayerischen Verwaltungsgerichtshof wieder aufgehoben, und es kam erneut zu Unterdietfurt.
Auf dem Friedhof der Kirche steht ein Kriegerdenkmal. Das neue Feuerwehrhaus der Freiwilligen Feuerwehr Huldsessen wurde im Jahr 1997 eingeweiht. Die Dorferneuerung in Huldsessen konnte 1999 erfolgreich abgeschlossen werden.

## Sehenswürdigkeiten
Die Expositurkirche St. Martin ist eine spätgotische Anlage aus der zweiten Hälfte des 15. Jahrhunderts. Sie war früher mit Ringwall und Graben geschützt, wovon noch heute einige Spuren erhalten sind. Der Turm hat einen Staffelgiebel. Chor und Langhaus besitzen ein Netzrippengewölbe. Im Jahr 1875 erhielt die Kirche ihre heutige neugotische Ausstattung. Die Figuren stammen aus verschiedenen Epochen, darunter der hl. Georg und eine Madonna.

## Persönlichkeiten
In Huldsessen wurde als Michael Beck der Professor der biblischen Sprache Edmund Beck OSB (1902–1991) geboren.

## Vereine
- Sportverein SV Huldsessen 1964
- Freiwillige Feuerwehr Huldsessen
- Katholische Landjugend Huldsessen
- BBV Ortsvorstand Huldsessen
- Mutter-Kind-Gruppe Huldsessen
- Rotwildschützen Huldsessen